# تيكلاتون
تيكلاتون Ticlatone (الاسم التجاري Landromil) هو عبارة عن دواء من الزمرة الدوائية مضادات الفطريات.

## الخواص

### الاسم العلمي
6-chloro-1,2-benzothiazol-3(2H)-one

### الوزن الجزيئ
185.63 جم / مول

### الصيغة الكيميائية
C7H4ClNOS